# Thorsten Vaas
Thorsten Vaas (* 13. August 1985 in Ellwangen/Jagst) ist ein deutscher Journalist. Er ist Chefredakteur der Rems-Zeitung in Schwäbisch Gmünd. Er erhielt mehrere Journalistenpreise für seine Arbeiten über Gesundheits- und Energiepolitik.

## Beruflicher Werdegang
Thorsten Vaas begann 2006 als Volontär bei der Schwäbischen Zeitung in Ravensburg. Es folgten Stationen als Newsdeskmanager und Redakteur, zuletzt leitete er die Ipf- und Jagst-Zeitung und die Aalener Nachrichten, die zu Schwäbisch Media gehören. Seit März 2021 ist er Chefredakteur der Rems-Zeitung.

## Wirken
2017 erschien sein Buch "Kriegskinder", in dem er die Erlebnisse syrischer Kinder thematisiert, die in Antakya (Türkei) nach ihrer Flucht aus dem Kriegsgebiet wieder zur Schule gehen.

## Auszeichnungen
- 1. Platz Medienpreis Mittelstand in der Kategorie Print Regional[4]
- 2. Platz Fritz-Schösser-Medienpreis für seinen Beitrag Elbphilharmonie im Ostalbkreis[5]
- Peter Hans Hofschneider-Recherchepreis für Wissenschafts- und Medizinjournalismus, Sonderpreis für förderungswürdige Regionalberichterstattung[6]
- Ernst-Schneider-Preis (Shortlist)[7]

Darüber hinaus wurde Vaas für den Deutschen Journalistenpreis 2022 und 2024 und den UMSICHT-Wissenschaftspreis 2023 und 2025 nominiert.